# Варади, Янош
Янош Варади (венг. János Váradi, родился 28 февраля 1961, Кемече, Венгрия) — венгерский профессиональный боксёр, призёр Олимпийских игр и двукратный призёр чемпионатов Европы. Выступал за клубы «Ньиредьхаза» (венг. Nyíregyháza VSC) и «Дебрецен» (венг. Debreceni MVSC).
В 1980 году на Олимпиаде в Москве был, несмотря на возраст, основным фаворитом, однако, в полуфинале неожиданно уступил советскому боксёру Виктору Мирошниченко.